# Gerek Meinhardt
Gerek Lin Meinhardt (ur. 27 lipca 1990 w San Francisco) – amerykański florecista, dwukrotny medalista igrzysk olimpijskich i wielokrotny medalista mistrzostw świata.
Walczy prawą ręką. W 2008 roku zdobył złoto drużynowo na mistrzostwach świata juniorów w Acireale. Na rozgrywanych rok później mistrzostwach świata juniorów w Belfaście był drugi drużynowo i trzeci indywidualnie. Ponadto na mistrzostwach świata juniorów w Baku w 2010 roku zdobył złoto drużynowo i srebro indywidualnie.
Wystartował na igrzyskach olimpijskich w Pekinie w 2008 roku, zajmując indywidualnie dziesiąte miejsce. Następnie był czwarty w drużynie na igrzyskach olimpijskich w Londynie w 2012 roku. Podczas igrzysk olimpijskich w Rio de Janeiro w 2016 roku wywalczył brązowy medal w drużynie, w skład której obok niego weszli: Miles Chamley-Watson, Alexander Massialas i Race Imboden. W rywalizacji indywidualnej zajął piątą pozycję. Ponadto reprezentacja USA w składzie: Alexander Massialas, Nick Itkin, Gerek Meinhardt i Race Imboden zajęła trzecie miejsce na igrzyskach olimpijskich w Tokio. W turnieju indywidualnym był siedemnasty. W 2024 roku ponownie wystartował na igrzyskach olimpijskich, gdzie w rywalizacji indywidualnej odpadł w 1/8 finału, a w turnieju drużynowym zajął czwarte miejsce.
Wielokrotnie zdobywał medale mistrzostw świata w drużynie, w tym złoty na MŚ w Budapeszcie (2019) oraz srebrne podczas MŚ w Budapeszcie (2013), MŚ w Lipsku (2017), MŚ w Wuxi (2018) i MŚ w Kairze (2022). Zdobył również brązowe medale indywidualnie na MŚ w Paryżu (2010) i MŚ w Moskwie (2015).
Na igrzyskach panamerykańskich w Guadalajarze (2011) zwyciężył we florecie drużynowym i szpadzie drużynowej. Ponadto zdobył złoto drużynowo i srebro indywidualnie na igrzyskach panamerykańskich w Toronto (2015), złoto drużynowo i indywidualnie na igrzyskach panamerykańskich w Limie (2019), a na igrzyskach panamerykańskich w Santiago (2023) zwyciężył drużynowo.
Jego żoną jest Lee Kiefer.

## Puchar świata
- zwycięstwa 0
- drugie miejsce 2
- trzecie miejsce 7
- Suma 7[27]